# Gelvécourt-et-Adompt
Gelvécourt-et-Adompt település Franciaországban, Vosges megyében. Lakosainak száma 107 fő (2022. január 1.). Gelvécourt-et-Adompt Légéville-et-Bonfays, Les Ableuvenettes, Begnécourt és Dompaire községekkel határos.

## Népesség
A település népességének változása:
| Lakosok száma | 100  | 108  | 113  | 110  | 108  | 105  | 107  | 107  | 107  |
|               | 2013 | 2015 | 2016 | 2017 | 2018 | 2019 | 2020 | 2021 | 2022 |